# نوکه
نوکه یک روستا در ایران است که در بخش مرکزی شهرستان سمنان در استان سمنان واقع شده‌است.

## جمعیت
این روستا در دهستان حومه قرار دارد و براساس سرشماری مرکز آمار ایران در سال ۱۳۸۵، جمعیت آن ۴ نفر (۴ خانوار) بوده‌است.